# Her Generous Way
Her Generous Way è un cortometraggio muto del 1909 diretto da Harry Solter. È uno dei primi film prodotti dall'IMP, la casa di produzione fondata da Carl Laemmle nello stesso anno.

## Trama
Un atto di generosità della moglie, che dà via il denaro che le serviva per un cappello, mette in sospetto il marito.

## Produzione
Il film fu prodotto dall'Independent Moving Pictures Co. of America (IMP) di Carl Laemmle.

## Distribuzione
Il film — un cortometraggio di 296 metri — uscì nelle sale statunitensi il 29 novembre 1909, distribuito dall'Independent Moving Pictures Co. of America (IMP).